# Witwangwallaby
De witwangwallaby (Notamacropus parryi) is een wallaby uit het geslacht Notamacropus. De wetenschappelijke naam van de soort werd voor het eerst geldig gepubliceerd door Edward Turner Bennett in 1835. Deze soort leeft in het noordoosten van Australië.

## Uiterlijk
De witwangwallaby heeft een lichaamslengte van 75 tot 92 cm en een staart van 78 tot 94 cm lang. Het gewicht bedraagt 11 tot 16 kg. Mannelijke dieren zijn over het algemeen groter dan vrouwelijke witwangwallaby's. De vacht is grijsbruin van kleur, de witgekleurde buik uitgezonderd.
Het voorhoofd is donkerbruin van kleur en een witte streep loopt over de bovenlip en de heupen.
De lichaamsbouw van de witwangwallaby is vergelijkbaar met de meeste andere kangoeroes. De staart is wel relatief lang en slank.

## Leefwijze
De witwangwallaby is een planteneter die in groepen van maximaal vijftig soortgenoten leeft. Deze groepen bestaan uit kleinere groepen van ongeveer tien wallaby's, geleid door een dominant mannetje. Deze soort is overwegend actief tijdens de dag. Varens en grassen zijn het hoofdvoedsel van de witwangwallaby.

## Leefgebied
De witwangwallaby leeft in de subtropische boomsavannes van de Australische oostkust. Het verspreidingsgebied loopt van Cooktown in Queensland in het noorden tot noordelijk New South Wales in het zuiden.